# Università di Leida
L'Università di Leida (in olandese Universiteit Leiden, Academia Lugduno-Batava in latino) è la più antica università dei Paesi Bassi, situata nella città di Leida.

## Storia
Fondata nel 1575 da Guglielmo I d'Orange, a capo della Guerra degli ottant'anni. La casa reale degli Orange-Nassau tuttora intrattiene stretti rapporti di collaborazione con l'università. L'università è costituita da sei facoltà ed ospita più di 40 fra istituti di ricerca di livello nazionale ed internazionale. 
Il costo accademico dipende dalla nazionalità degli studenti. Per i membri dell'Unione Europea e dello Spazio Economico Europeo, questo consiste in un pagamento annuale di 2.209 euro, mentre per gli altri paesi l'importo può arrivare fino ai 15.000.

## Leiden University Medical Center
Leiden University Medical Center (olandese: Leids Universitair Medisch Centrum ) o LUMC è l'ospedale universitario che afferisce all'Università di Leiden, della quale rappresenta la facoltà di medicina. LUMC è un moderno centro medico universitario per la ricerca, l'istruzione e la cura dei pazienti.

## Galleria d'immagini

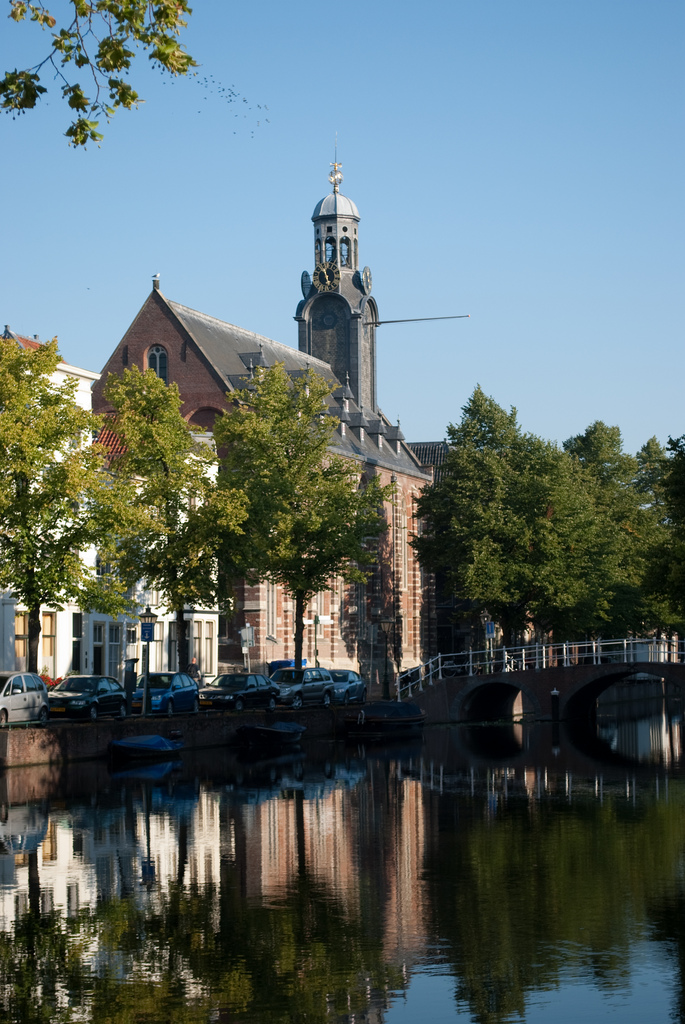
Edificio dell'Accademia (Academiegebouw), il più antico palazzo ancora esistente fra quelli dell'università.
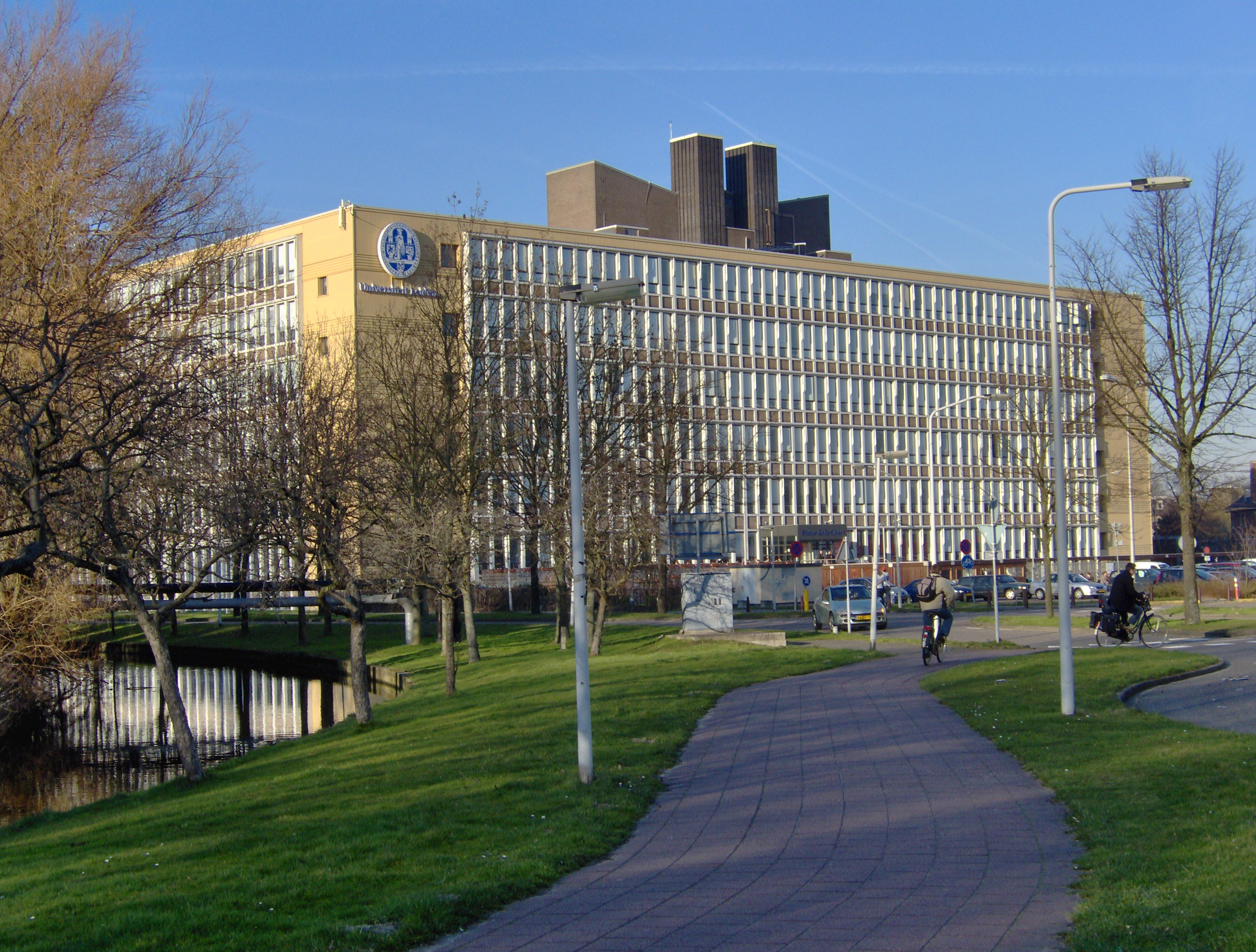
Edificio Pieter de la Court, sede della facoltà di scienze sociali.
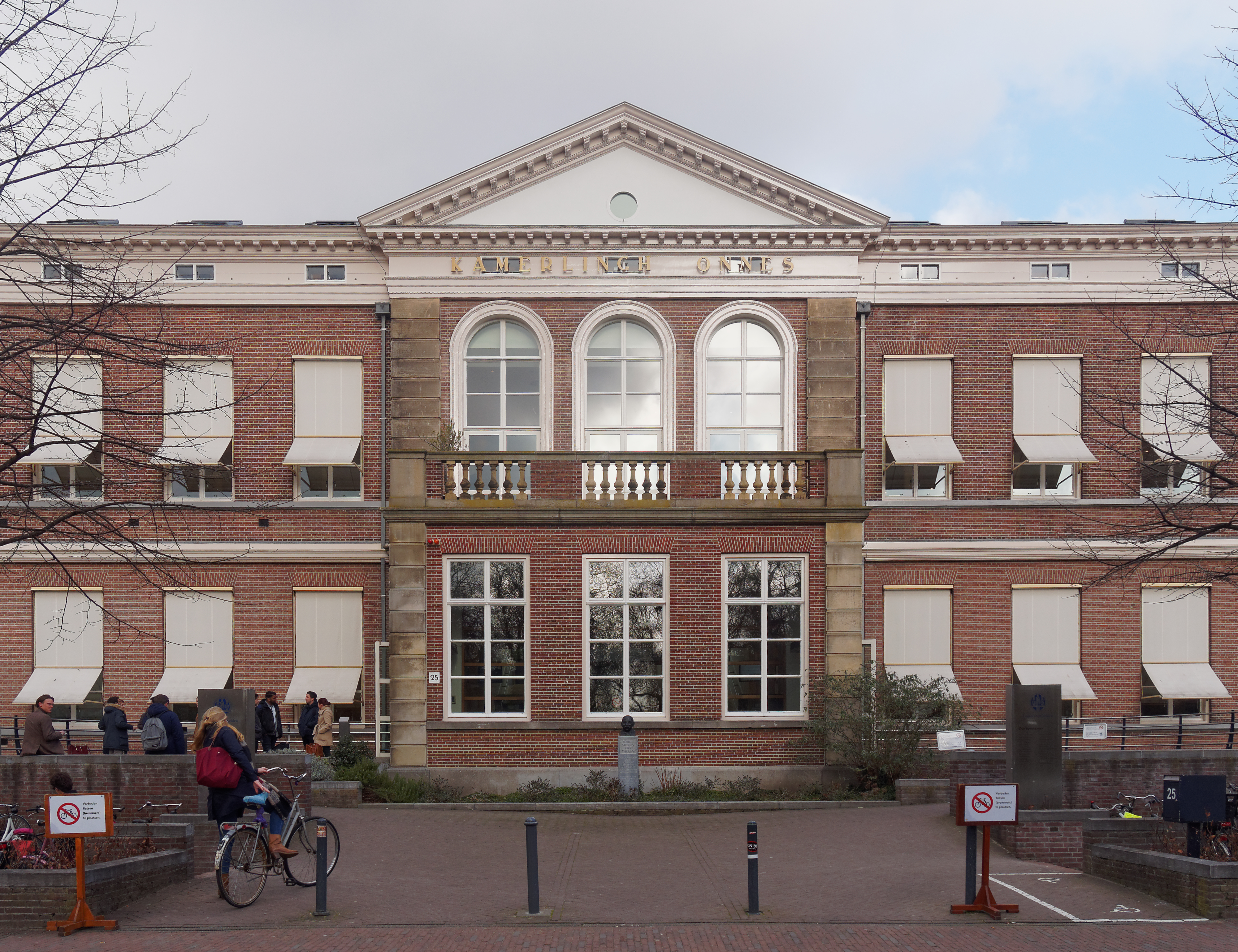
Edificio Kamerlingh Onnes, dove nel 1908 fu realizzata per la prima la liquefazione dell'elio, e nel 1911 fu scoperta la superconduttività.
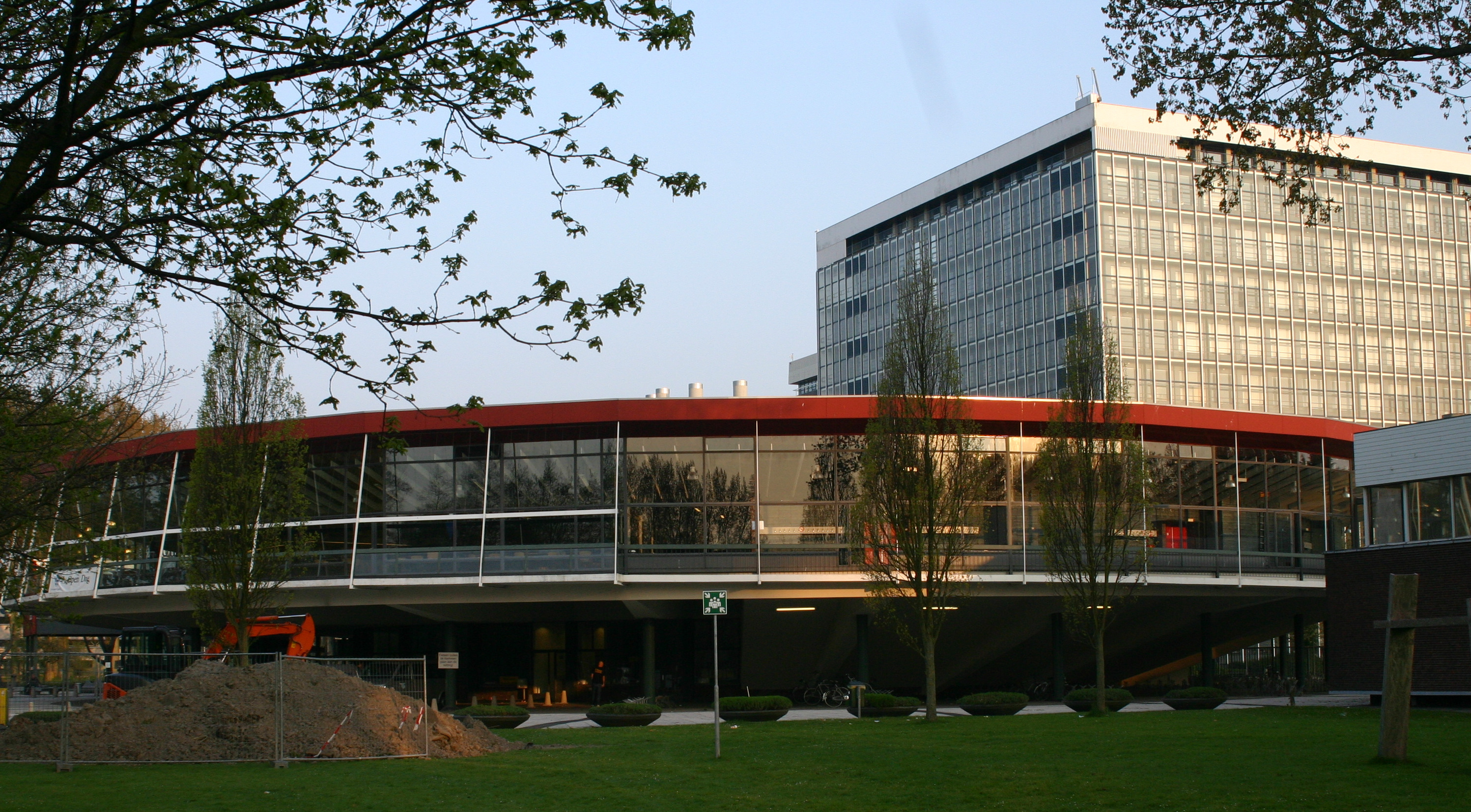
Edificio Gorlaeus, parte della facoltà di scienze.
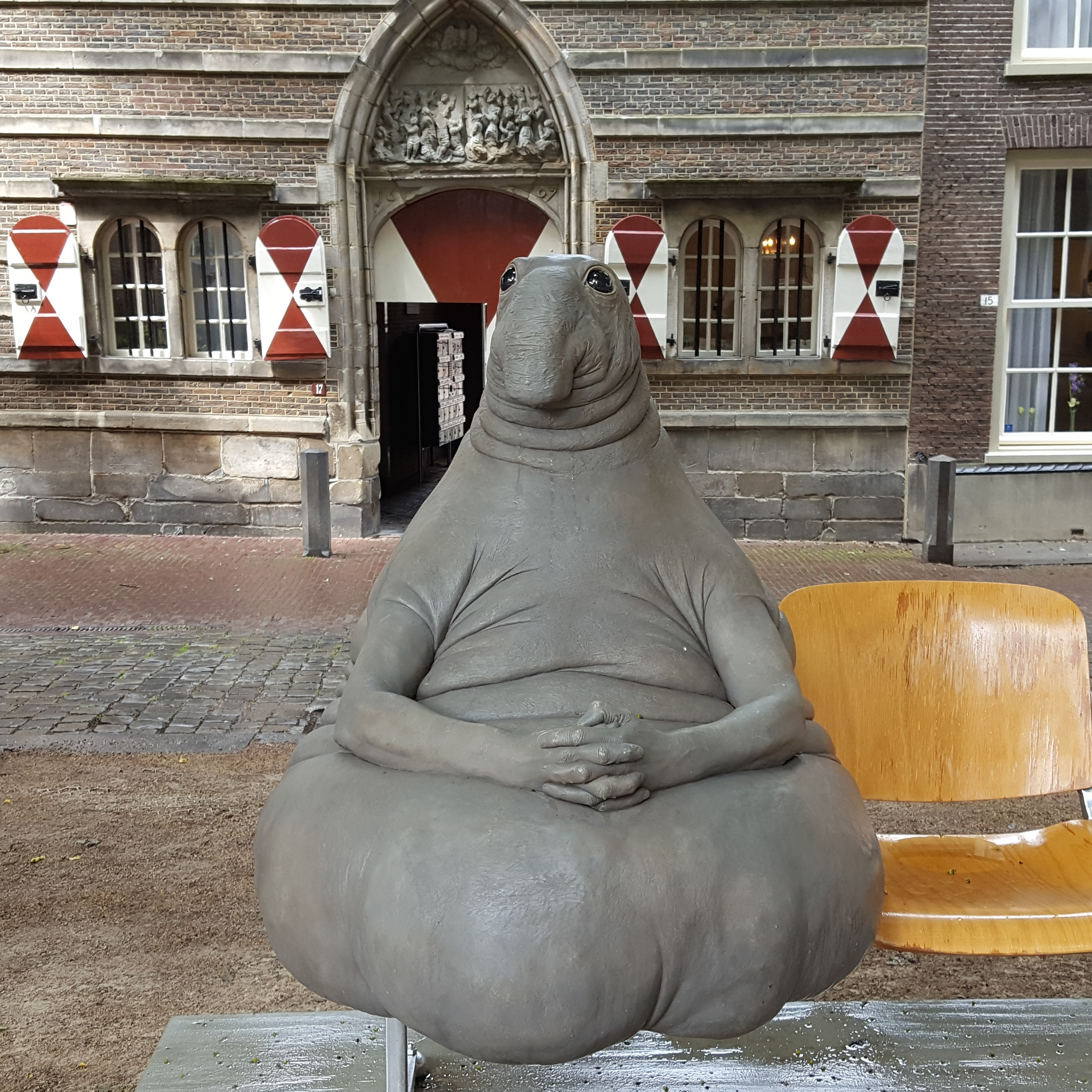
Homunculus loxodontus, presso l'ospedale universitario.